# كاهنيت
الكاهنيت ( بالألمانية Cahnit، بالاسبانية Cahnita، بالروسية Канит) هو معدن أبيض هش أوعديم اللون، له انقسام مثالي ويكون عادةً شفاف. عادةً يكون على شكل بلورات رباعية الزوايا ولها درجة صلادة 3 بمقياس موس. اكتُشف الكاهنيت سنة 1921. سًمي بهذا الاسم تكريماً لجامع المعادن لزارد كاهن (1865-1940). يتواجد عادةً في منجم فرانكلين في مدينة فرانكلين، نيوجرسي. لغاية عام 2002، كانت اليابان المكان الوحيد الذي يتواجد فيه معدن الكاهنيت. بالنسبة للبيئة الجيولوجية التي يتكون فيها هذا المعدن فإنه يتواجد في صخور البغماتيت. الصيغة الكيميائية له هي Ca2B[AsO4](OH)4، يتكون من 26.91% كالسيوم، 3.63% بورون، 25.15% زرنيخ، 1.35% هيدروجين، و42.96% أكسجين. يبلغ وزنه الجزيئي 297.91غم، وهو غير مشع. يرتبط الكاهنيت بمعادن أخرى مثل: فيليميت، رودونيت، داتوليت، باريت.